# Pay per click
Pay per click (PPC) – model rozliczania reklamy internetowej, w którym reklamodawca płaci za kliknięcie w reklamę (w link, banner), nie zaś za samo jej wyświetlenie. W pewnym uproszczeniu, reklamujący swoje produkty lub usługi płaci dopiero w momencie, gdy użytkownik przechodzi na docelową witrynę internetową.
Najbardziej popularnym na świecie systemem PPC jest Google Ads.